# Another Froggy Evening
Another Froggy Evening es el título original de un cortometraje de animación de casi siete minutos producido por Warner Bros. Es considerado uno de los mejores cortos animados de la historia, famoso por la aparición de la rana cantante, Michigan J. Frog.
Fue escrito por Michael Maltese y dirigido por Chuck Jones, y se estrenó el 6 de octubre de 1995. El nombre de la rana le fue dado con posterioridad por Chuck Jones: el apellido es por ser una rana (en inglés, «frog»), y el nombre de pila se debe al título de la canción que canta (The Michigan Rag, escrita por Maltese). 

## Apariciones de Michigan
Después de la fama que alcanzó dicho dibujo, Warner Bros. no hizo cartoons adicionales salvo breves apariciones en los 90's cuando se le vio en un episodio de Tiny Toon Adventures de Steven Spielberg, titulado "Turtle Hurdle and Class Cut-up" y en 1995 también, cuando el mismo Jones lo revivió para "Another Froggy Evening".
También ha aparecido, una nueva y vistosa versión de Michigan J. Frog, haciendo de presentador para el canal de Warner -Warner television network- a su estreno hasta que se decidió desecharlo — su "muerte" fue anunciada el 22 de julio de 2005. También hubo una aparición de un clon de la rana en The Simpsons, cuando se le exhibió en un tributo a la trayectoria del payaso Krusty. Y claro... este no actuó para la audiencia.
Michigan J. Frog nunca ha aparecido en historietas o en loncheras (aunque sí en la portada del primer disco de Leon Redbone, que salió en 1975).